# Mistrzostwa Europy w Lekkoatletyce 1958 – pchnięcie kulą mężczyzn

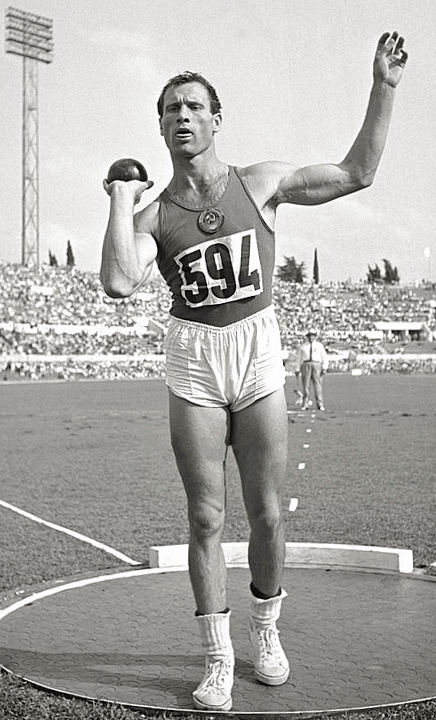
Wiktor Lipsnis

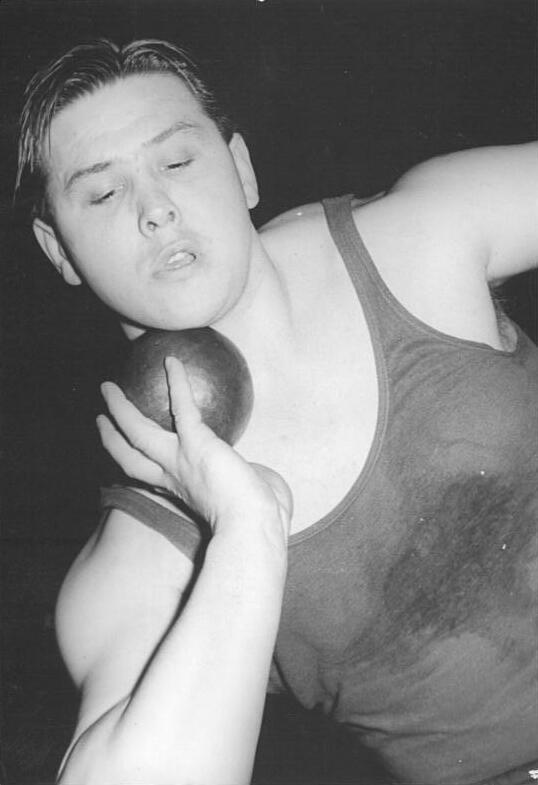
Jiří Skobla

Pchnięcie kulą mężczyzn było jedną z konkurencji rozgrywanych podczas VI Mistrzostw Europy w Sztokholmie. Kwalifikacje i finał rozegrano 23 sierpnia 1958. Zwycięzcą tej konkurencji został Brytyjczyk Arthur Rowe. W rywalizacji wzięło udział osiemnastu zawodników z dwunastu reprezentacji.

## Rekordy
| Rekord świata     | Parry O’Brien (USA) | 19,25 | Los Angeles, Stany Zjednoczone | 11.11.1956 |
| Rekord Europy     | Jiří Skobla (CSK)   | 18,01 | Praga, Czechosłowacja          | 25.08.1957 |
| Rekord mistrzostw | Jiří Skobla (CSK)   | 17,20 | Berno, Szwajcaria              | 27.08.1954 |

## Wyniki

### Kwalifikacje
| Miejsce | Zawodnik              | Wynik | Uwagi |
| ------- | --------------------- | ----- | ----- |
| 1       | Hermann Lingnau       | 17,00 | Q     |
| 2       | Alfred Sosgórnik      | 16,79 | Q     |
| 3       | Wiktor Lipsnis        | 16,76 | Q     |
| 4       | Władimir Łoszcziłow   | 16,75 | Q     |
| 4       | Jiří Skobla           | 16,75 | Q     |
| 6       | Silvano Meconi        | 16,07 | Q     |
| 7       | Arthur Rowe           | 16,04 | Q     |
| 8       | Vilmos Varjú          | 15,95 | Q     |
| 9       | Georgios Tsakanikas   | 15,91 | Q     |
| 10      | Dieter Urbach         | 15,89 | Q     |
| 11      | Joel Eklund           | 15,76 | Q     |
| 12      | Martyn Lucking        | 15,74 | Q     |
| 13      | Todor Artarski        | 15,61 | Q     |
| 14      | Jaroslav Plíhal       | 15,60 | Q     |
| 15      | Gunnar Huseby         | 15,50 | Q     |
| 16      | Aksel Thorsager       | 15,45 | Q     |
| 17      | Eugeniusz Kwiatkowski | 15,32 | Q     |
| 18      | Mario Monti           | 14,53 |       |

### Finał
| Miejsce | Zawodnik              | Wynik | Uwagi |
| ------- | --------------------- | ----- | ----- |
| 1       | Arthur Rowe           | 17,78 | CR    |
| 2       | Wiktor Lipsnis        | 17,47 |       |
| 3       | Jiří Skobla           | 17,12 |       |
| 4       | Hermann Lingnau       | 17,07 |       |
| 5       | Silvano Meconi        | 16,98 |       |
| 6       | Władimir Łoszcziłow   | 16,96 |       |
| 7       | Vilmos Varjú          | 16,77 |       |
| 8       | Alfred Sosgórnik      | 16,65 |       |
| 9       | Dieter Urbach         | 16,65 |       |
| 10      | Todor Artarski        | 16,48 |       |
| 11      | Eugeniusz Kwiatkowski | 16,33 |       |
| 12      | Jaroslav Plíhal       | 16,26 |       |
| 13      | Joel Eklund           | 16,20 |       |
| 14      | Martyn Lucking        | 16,02 |       |
| 15      | Aksel Thorsager       | 15,88 |       |
| 16      | Georgios Tsakanikas   | 15,73 |       |
| 17      | Gunnar Huseby         | 15,62 |       |